# 995 в Україні
995 в Україні — це перелік головних подій, що відбулись у 995 році на території сучасних українських земель. Також подано список відомих осіб, що народилися та померли в 995 році.

## Події
- 6 серпня, битва біля Василева між силами Володимира і печенігами під Трипіллям. Князь вийшов з малою дружиною, поразка. Володимир збирає дружину аж від Новгорода, печеніги тим часом грабують.